# Kai-szigeteki bozótkakukk
A kai-szigeteki bozótkakukk (Centropus spilopterus) a madarak osztályának kakukkalakúak (Cuculiformes) rendjébe, ezen belül a kakukkfélék (Cuculidae) családjába tartozó faj.

## Előfordulása
Indonézia területén honos, ott is kizárólag a Kai-szigetek területén él.